# Alčevsk
Alčevsk (ukrajinsky Алчевськ; rusky Алчевск), původním názvem Alčevskoje, je průmyslové město v Donbasu na východní Ukrajině, administrativně město oblastního významu v Luhanské oblasti. Leží asi 45 km od Luhanska směrem na Doněck (tj. na západ). Žije zde 106 000 obyvatel.

## Dějiny
Alčevsk nese jméno svého zakladatele, ukrajinského bankéře, průmyslníka a mecenáše Oleksije Alčevského, který zde roku 1895 při stavbě Jekatěrinské železnice při železniční stanici Juryevka a vesnici Vasylievka zbudoval slévárnu, otevřenou 25. května 1896 a dělnické sídliště. V roce 1898 byla uvedena do provozu také válcovna. Městem byl Alčevsk prohlášen roku 1905. V roce 1913 dosáhla produkce 217 000 tun litiny a 251 000 tun oceli, poté výroba klesala, jak během první světové války, tak dále za občanské války v letech 1918-1919, kdy Bílé gardě kozáků velel generál Pjotr Nikolajevič Krasnov. 26. prosince 1919 byl Alčevsk připojen k Sovětskému Rusku. Továrny byly v letech 1923 až 1925 zcela uzavřeny.
Ve 20. století Alčevsk třikrát změnil jméno: v letech 1931–1961 nesl název Vorošilovsk (rusky: Ворошиловск) podle Klimenta Vorošilova a jeho slévárna během první pětiletky opět rozšířena. Nacisté okupovali Alčevsk od 12. července 1942 do 2. září 1943, tento den jej osvobodila Rudá armáda. Z velké části zničené Altčevské železárny byly v 50. a 60. letech 20. století rozšířeny. V letech 1961–1991 Kommunarsk (rusky: Коммунарск). Po referencu z 26. března 1992 se město vrátilo k původnímu názvu.
Za výjimečně chladné zimy 22. ledna 2006 prasklo potrubí a zamrzl centrální systém vytápění města, což vedlo k ochromení elektrické sítě o několik dní později zamrzl i vodovod, Stovky lidí, zejména rodin s dětmi, musely být evakuovány. Centrální vláda rozhodla o financování kompletní výměny topných zařízení v dotčených bytech.

## Válka na Donbase
Nepokoje z března 2014 vedly k válečnému konfliktu a omezení výroby metalurgického kombinátu, až do obsazení města a souvisejícího území proruskými separatisty v květnu 2014, kdy je prohlásili za součást mezinárodně neuznané (s výjimkou Ruska, Sýrie a Severní Koreje) Luhanské lidové republiky.

## Vývoj počtu obyvatel
| 1923 | 1926   | 1939   | 1959   | 1970    | 1979    | 1989    | 2001    | 2015    |
| ---- | ------ | ------ | ------ | ------- | ------- | ------- | ------- | ------- |
| 9308 | 16 018 | 54 531 | 97 561 | 122 818 | 119 756 | 125 502 | 119 193 | 109 772 |

zdroj: 

## Hospodářství a doprava

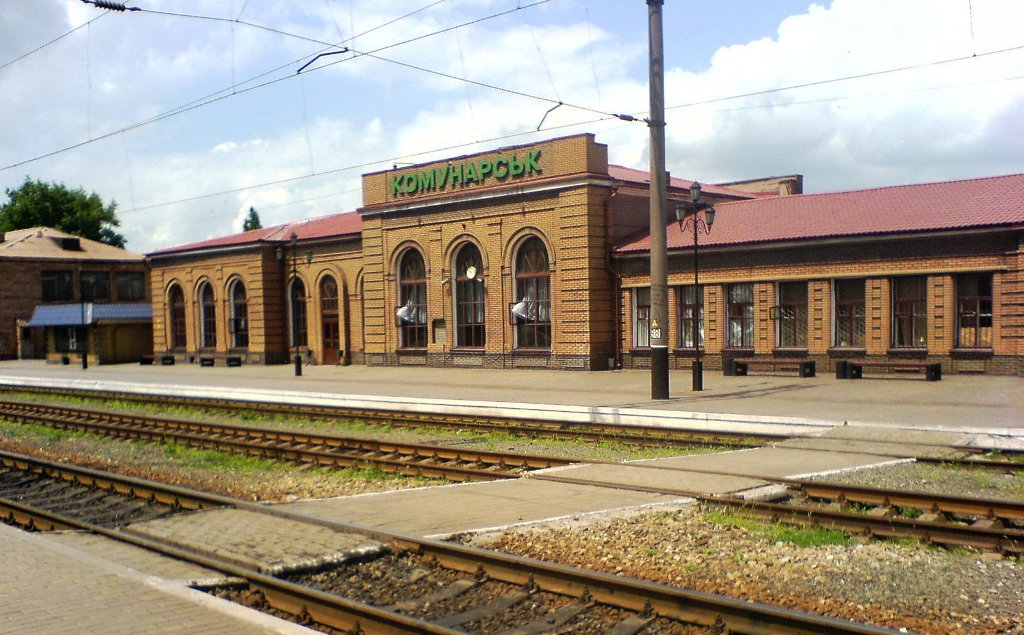
Železniční nádraží Kommunarsk v Alčevsku

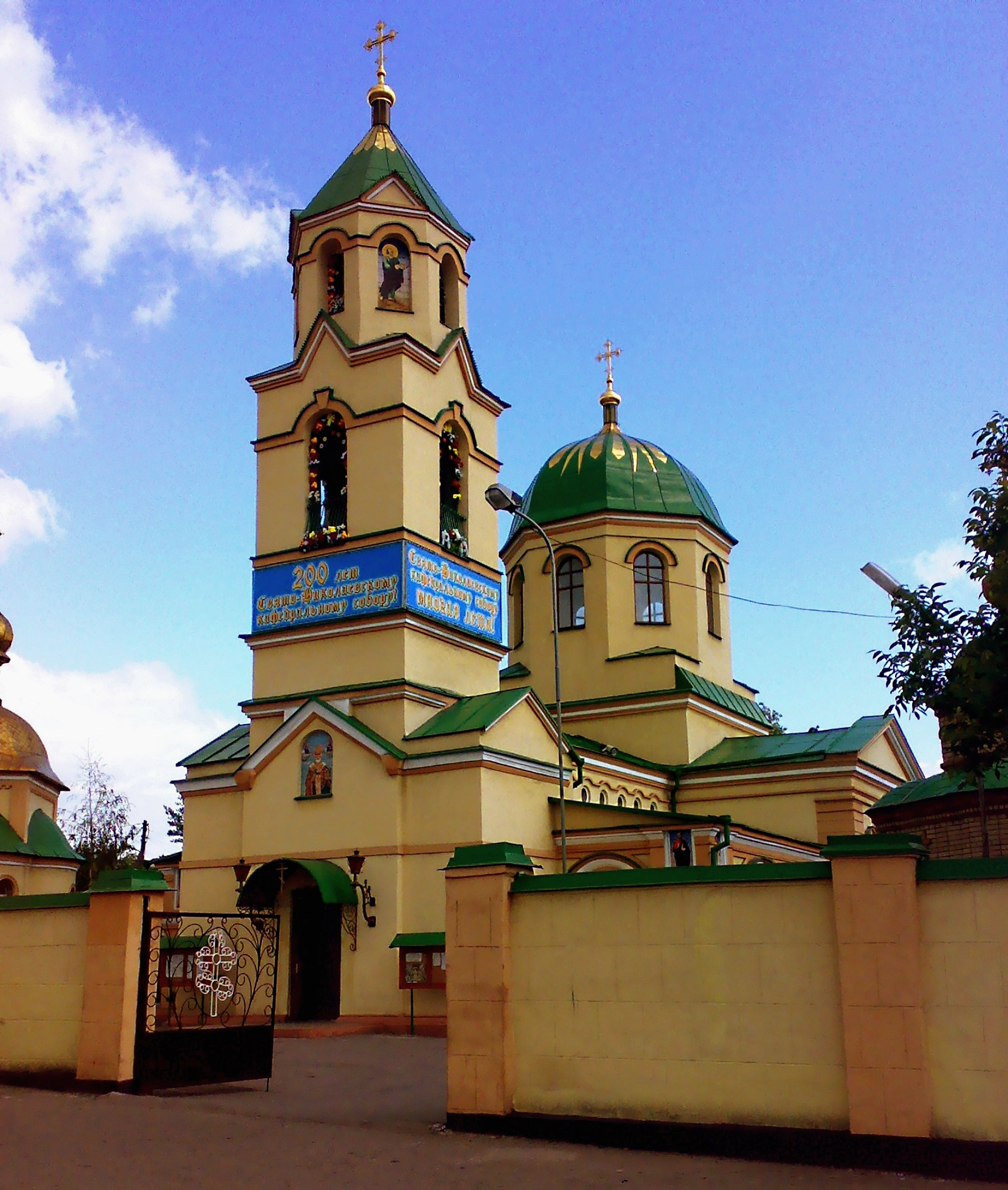
Katedrála sv. Mikuláše Divotvůrce

Na Alčevsk připadá téměř čtvrtina průmyslové výroby Luhanské oblasti. Hlavními podniky jsou Alčevský koksochemický kombinát (Alčevskkoks) a Alčevský metalurgický kombinát.
V Alčevsku je kromě autobusové MHD v provozu trolejbusová doprava (od r. 1954). Městem prochází hlavní železniční trať Luhansk – Debalceve – Doněck; alčevská železniční stanice se však dosud jmenuje Kommunarsk, separatisté také usilovali od roku 2014 o přejmenování celého města, což neprosadili.

## Kultura, školství a památky
- Donbaská národní technická univerzita byla založena roku 1957
- Svatonikolajevská pravoslavná katedrála, z konce 19. století
- Svatogeorgijevský chrám ukrajinské pravoslavné církve
- Budova nemocnice metalurgického kombinátu
- Pomník Alekseje Kyriloviče Alčevského
- Dva pomníky hrdinům Velké vlastenecké války (tank, socha rudoarmějce mezi dvěma obelisky)
- Regionální muzeum

## Partnerská města
- Dąbrowa Górnicza, Polsko
- Dunaújváros, Maďarsko
- Ereğli, Turecko